# Teleki de Szék
Teleki (de Szék) är en ungersk adelsätt från Transsylvanien.
Sedan 1600-talets slut var ätten grevlig.

## Medlemmar
- Mihály Teleki de Szék (1634-90), statsman
- Jószef Teleki de Szék (1790-1855), guvernör
- Blanca Teleki (1802-1862), konstnär och författare
- László Teleki de Szék (1811-1861), oppositionsledare
- Sámuel Teleki de Szék (1845-1916), upptäcktsresande i Afrika
- Pál Teleki de Szék (1879-1941), politiker